# Belindo Mahasoa
Belindo Mahasoa est une commune urbaine malgache située dans la partie centre-nord de la région d'Androy.